# Adele Blood
Pour les articles homonymes, voir Blood.
Adele Blood, parfois Adele Blood Hope, née Adele Mary Blood, le 23 avril 1886 à Alameda (Californie) aux États-Unis, est une actrice américaine, du théâtre, de vaudeville et du cinéma muet américain. 
Elle est la fille d'Ira E. Blood et Frances Emma Stewart. Elle fait sa première apparition au California Theatre (San Francisco) (en). Elle se marie, une première fois, avec Edward Davis. Elle entame la procédure de divorce en 1914. 
Elle commence sur scène, une tournée de vaudeville et devient célèbre, surnommée « la plus belle blonde à la scène américaine ».
En décembre 1917, Adele Blood prend sa retraite et devient, la compagne dévouée de sa belle-sœur, Susanna Holmes, connue sous le nom de Reine d'argent. Elle devient l'héritière de la fortune de Holmes. Elle revient sur scène en acceptant une proposition de la société orientale de Tim Frawley.
En 1926, elle rencontre, au Cachemire, le colonel RW Castle : ils se fiancent et envisagent de se marier à Calcutta.
Dans la nuit du 13 septembre 1936, Adele Blood se tire une balle dans la tête, dans sa maison Harrison (New York). Elle meurt quelques heures plus tard à l'hôpital United à Port Chester,. Sa fille de 17 ans, Dawn, était dans la maison avec des amis quand ils ont entendu le bruit d'un coup de feu venir de la chambre d'Adele Blood. Elle déclare à la police que sa mère avait des difficultés financières et paraissait inquiète. Les biens d'Adele Blood sont vendus aux enchères pour 1 000 $.

## Filmographie
La filmographie d'Adele Blood, comprend les films suivants  :
- 1920 : Sous le masque d'amour
- 1916 : The Devil's Toy